# Мінерали мезотермальні
Мінерали мезотермальні (рос. минералы мезотермальные, англ. mesothermal minerals; нім. mesothermale Minerale n pl) — мінерали, які утворилися з гідротермальних розчинів на середніх глибинах. Температура їх утворення умовно приймається в межах 175—300 °С.